# WrestleMania Backlash
WrestleMania Backlash (2021) là một sự kiện đấu vật chuyên nghiệp pay-per-view (PPV) và WWE Network, sản xuất bởi WWE cho thương hiệu Raw và SmackDown. Nó diễn ra vào ngày 16/5/2021, tại Yuengling Center ở Tampa, Florida. Đó là sự kiện thứ 16 trong lịch sử Backlash và là sự kiện đầu tiên tổ chức WWE ThunderDome tại Yuengling Center.
Có tất cả 9 trận đấu, bao gồm cả một trận đấu trước khi trình diễn. Trong sự kiện chính, Roman Reigns đánh bại Cesaro bởi đòn kĩ thuật để bảo vệ đai WWE Universal Championship. Trong một trận đấu nổi bật khác, Bobby Lashley đánh bại Drew McIntyre và Braun Strowman để bảo vệ đai WWE Championship. Ngoài ra Rey Mysterio và Dominik Mysterio đánh bại Dolph Ziggler và Robert Roode để giành đai WWE SmackDown Tag Team Championship và đồng thời trở thành cặp cha con đầu tiên trong lịch sử giành đai đồng đội ở WWE.

## Tổ chức
| Vai trò                          | Tên                       |
| -------------------------------- | ------------------------- |
| Bình luận viên tiếng Anh         | Michael Cole (SmackDown)  |
| Bình luận viên tiếng Anh         | Pat McAfee (SmackDown)    |
| Bình luận viên tiếng Anh         | Adnan Virk (Raw)          |
| Bình luận viên tiếng Anh         | Corey Graves (Raw)        |
| Bình luận viên tiếng Anh         | Byron Saxton (Raw)        |
| Bình luận viên tiếng Tây Ban Nha | Carlos Cabrera            |
| Bình luận viên tiếng Tây Ban Nha | Marcelo Rodriguez         |
| Thông báo viên sàn đấu           | Greg Hamilton (SmackDown) |
| Thông báo viên sàn đấu           | Mike Rome (Raw)           |
| Trọng tài                        | Danilo Anfibio            |
| Trọng tài                        | Shawn Bennett             |
| Trọng tài                        | Jessika Carr              |
| Trọng tài                        | Dan Engler                |
| Trọng tài                        | Darrick Moore             |
| Trọng tài                        | Eddie Orengo              |
| Trọng tài                        | Rod Zapata                |
| Người phỏng vấn                  | Kevin Patrick             |
| Người điều khiển trước trận đấu  | Kayla Braxton             |
| Người điều khiển trước trận đấu  | John "Bradshaw" Layfield  |
| Người điều khiển trước trận đấu  | Peter Rosenberg           |
| Người điều khiển trước trận đấu  | Booker T                  |
| Người điều khiển trước trận đấu  | Sonya Deville             |

### Pre-show
Trong trận đấu Kickoff, người giữ đai United States Championship Sheamus đối đầu Ricochet trong trận đấu không tranh đai.

### Các trận đấu sơ bộ
Sự kiện mở đầu bằng trận đấu tranh đai Raw Women's Championship của người giữ đai là Rhea Ripley với Charlotte Flair và Asuka. Trong khoảnh khắc quyết định, Rhea Ripley sử dụng cú Riptide vào Asuka và cuối cùng bảo vệ thành công đai vô địch.
Trận đấu tranh đai SmackDown Tag Team Championship của những người giữ đai là Dolph Ziggler và Robert Roode với Rey Mysterio và Dominik Mysterio. Trong khoảnh khắc quyết định, Rey Mysterio thực hiện cú 619 và sau đó chuyển quyền đánh cho Dominik Mysterio, người mà sau đó thực hiện cú nhảy Frogsplash vào người Robert Roode và giành chiến thắng. Đồng thời trở thành cặp cha con đầu tiên trong lịch sử giành đai đồng đội ở WWE.
Bianca Belair tranh đai SmackDown Women's Championship trước  Bayley. Bianca Belair sau đó là người giành chiến thắng.
Trận đấu áp chót, Bobby Lashley (đi cùng với MVP) tranh đai WWE Championship trước Drew McIntyre và Braun Strowman. Bobby Lashley và Drew McIntyre chiến đấu với nhau trên khu vực đường đi đô vật bước vô sàn đấu và sau đó Drew McIntyre hất văng Bobby Lashley trúng vào bảng điện tử LED tại khu vực sân khấu. Sau đó, McIntyre quay trở lại sàn đấu và tiếp tục chiến đấu với Strowman. Trong khoảnh khắc quyết định, McIntyre thực hiện đòn kết liễu Claymore Kick vào Strowman, Lashley ngay sau đó ập vào và hất McIntyre ra khỏi sàn đấu và đòn kết liễu Spear vào Strowman để bảo vệ thành công đai WWE CHampionship.

### Sự kiện chính
Roman Reigns (đi cùng với Paul Heyman) tranh đai WWE Universal Championship với Cesaro. Trong suốt trận đấu, Reigns đã nhắm vào cánh tay phải của Cesaro, do đó ngăn cản Cesaro thực hiện các upper cuts và không thể áp dụng đầy đủ các thao tác khác. Trong cao trào, Reigns đã áp dụng quy trình Guillotine Choke lên Cesaro, người đã bất tỉnh do đó Reigns vẫn giữ được đai vô địch thông qua đòn  kĩ thuật. Sau trận đấu, Cesaro tiếp tục bị đánh bởi Jey Uso, sau đó Seth Rollins xuất hiện và dùng chiếc ghế đánh vào tay phải của Cesaro.

## Kết quả
| #                                                                                     | Kết quả                                                                                       | Thể loại                                                    | Thời gian |
| ------------------------------------------------------------------------------------- | --------------------------------------------------------------------------------------------- | ----------------------------------------------------------- | --------- |
| 1P                                                                                    | Sheamus đánh bại Ricochet bằng đòn kết liễu                                                   | Trận đấu đơn                                                | 7:12      |
| 2                                                                                     | Rhea Ripley (c) đánh bại Asuka và Charlotte Flair bằng đòn kết liễu                           | Trận đấu tay ba tranh đai Raw Women's Championship          | 15:22     |
| 3                                                                                     | Rey Mysterio và Dominik Mysterio đánh bại Dolph Ziggler và Robert Roode (c) bằng đòn kết liễu | Trận đấu đồng đội tranh đai SmackDown Tag Team Championship | 17:02     |
| 4                                                                                     | Damian Priest đánh bại The Miz (với John Morrison) bằng đòn kết liễu                          | Lumberjack match                                            | 6:57      |
| 5                                                                                     | Bianca Belair (c) đánh bại Bayley bằng đòn kết liễu                                           | Trận đấu đơn tranh đai SmackDown Women's Championship       | 16:05     |
| 6                                                                                     | Bobby Lashley (c) (với MVP) đánh bại Braun Strowman và Drew McIntyre bằng đòn kết liễu        | Trận đấu tay ba tranh đai WWE Championship                  | 14:12     |
| 7                                                                                     | Roman Reigns (c) (với Paul Heyman) đánh bại Cesaro bằng đòn kĩ thuật                          | Trận đấu đơn tranh đai Universal Championship               | 27:35     |
| - (c) – chỉ người vô địch bước vào trận đấu - P – chỉ trận đấu diễn ra trong pre-show |                                                                                               |                                                             |           |